# ネクス・レーシング
ネクス・レーシング（NCXX RACING）は、鈴鹿8時間耐久ロードレース（8耐）に参戦する、ネクスグループ直轄のレーシングチーム。2014年よりWINNER Z-TECH & NCXX Groupとして8耐に初参戦し、2016年より単独スポンサーとしてチームを再結成し、現在のチーム名になった。

## 概要
株式会社ネクス、株式会社ネクス・ソリューションズは、M2M分野製品ラインアップの一つとして、共同でオートバイ用GPSデータロガー端末（バイクの様々な情報を収集する端末）の開発をおこなっている。鈴鹿8時間耐久ロードレースをはじめとするロードレースやオートバイは、近年日本の文化であり、鈴鹿8時間耐久ロードレースという過酷な環境下で鍛えられ研ぎすまされることで、更にそのクオリティーを高められるのではないかと考えのもと、ネクスグループは「和をもってチーム力で勝つ」という日本企業の精神で、日本文化の象徴であるオートバイと日本最大のオートバイレースの鈴鹿8耐を応援すべく、レースチームを結成し参戦している。

## 2014
- チーム名 : WINNER Z-TECH & NCXX Group
- ライダー : 國松俊樹、吉田忠幸、宮崎祥司
- レースクイーン : 早川愛、松山花音、立木ゆりあ、岩間エレナラモナ、庄山あゆみ
- レース結果 : 順位-総合21位 Lap-162 Total Time-6:57'41.343 Best-2'17.028

降雨のためスタートが遅れ約7時間と短縮された2014鈴鹿8耐は午後7時30分にゴール。残り一時間を切った中でセーフティーカーが2度も入るという難しい状況の中で、Team WINNER Z-TECH & NCXX Groupは初参戦で21位でフィニッシュ

## 2015
- チーム名 : WINNER Z-TECH & NCXX Group
- ライダー : 國松俊樹、川瀬和希、齋藤達郎
- レースクイーン : 能勢ひとみ、庄山あゆみ、YUI、福田千明、鳳ゆま
- レース結果 : 順位-区分外 Lap-152 Total Time-8:02'22.379 Best-2'15.734

## 2016
2016年より横井エンジニアリングがテクニカルパートナーに加わる。
- チーム名 : NCXX Racing
- ライダー : 國松俊樹、吉田忠幸
- レースクイーン : 黒崎まゆ、栗沢綾乃、高家望愛
- レース結果 : 順位-総合29位 Lap-202 Total Time-8:01'55.872 Best-2'16.392

SSTクラスにて、3位入賞

## 2017
- チーム名 : NCXX Racing
- ライダー : 國松俊樹、吉田忠幸、長尾健吾
- レースクイーン : 霧島聖子、栗沢綾乃、近藤みき、比良祐里
- レース結果 : 順位-総合25位 Lap-203 Total Time-8:00'58.471 Best-2'12.343

SSTクラスにて、3位入賞

## 2018
- チーム名 : #502 NCXX RACING、#806 NCXX RACING & ZENKOUKAI
- ライダー : #502 國松俊樹、吉田忠幸 #806 長尾健吾、松本隆征190
- レースクイーン : 央川かこ、星野奏、今井えり、根本美里、Hanako V
- レース結果 : 
  - #806 順位-総合18位 Lap-190 Total Time-8:01'30.560 Best-2'11.843
  - #502 順位-総合26位 Lap-186 Total Time-8:00'14.050 Best-2'15.389

SSTクラスにて、#806 NCXX RACING & ZENKOUKAIが1位、#502 NCXX RACINGが5位でフィニッシュ

## 2019
- チーム名 : #502 Zaif NCXX RACING、#806 Zaif NCXX RACING & ZENKOUKAI
- ライダー : #502 國松俊樹、吉田忠幸、長尾健史 #806 長尾健吾、ステファン・ヒル
- レースクイーン : 央川かこ、星野奏、安藤まい、浜嶋りな、桐生萌子、葵井えりか、加藤恵里奈、泰河愛
- レース結果 :
  - #806 順位-総合18位 Lap-207 Total Time-7:57'20.322 Best-2'11.386
  - #502 順位-総合35位 Lap-196 Total Time-7:55'41.461 Best-2'13.404

SSTクラスにて、#806 Zaif NCXX RACING & ZENKOUKAIが2位、#502 Zaif NCXX RACINGが7位でフィニッシュ

## 2020
- チーム名 : NCXX RACING
- 監督：原田哲也

1993年ロードレース世界選手権GP250チャンピオンの原田哲也氏をチーム監督に迎えるも、レースは新型コロナウイルス感染症拡大の影響で海外からの渡航に関する規制解除の見通しが立たず、海外チームの入国が難しいとして、開催中止。

## 2021
- チーム名 : NCXX RACING with RIDERS CLUB
- ライダー : 伊藤勇樹、長尾 健吾、長尾 健史
- 監督 ： 原田哲也

2020年に就任した原田哲也監督の指揮下でテスト走行を重ねたが、前年に続き、レースは開催中止。

## 2022
- チーム名 : #806 NCXX RACING with RIDERS CLUB
- ライダー : #806 伊藤勇樹、南本宗一郎、井手翔太
- 監督 ： 原田哲也
- レースクイーン : 星野奏
- レース結果 :#806 順位-総合16位 Lap-202 Total Time-8:03’03.945 Best-2’09.968

SSTクラスにて、#806 NCXX RACING with RIDERS CLUBが2位でフィニッシュ

## 2023
- チーム名 : #86 NCXX RACING with RIDERS CLUB
- ライダー : #86 伊藤勇樹、前田恵助、中山耀介
- 監督 ： 原田哲也
- レースクイーン : 星野奏、明璃奈、平野由佳
- レース結果 :#86 順位-総合14位 Lap-209 Total Time-8:02’00.406 Best-2’10.478

NSTクラスにて、#86 NCXX RACING with RIDERS CLUBが1位でフィニッシュ、EWCも含めたYAMAHAチームの中でもトップリザルトとなる